# Xiphoceriana cristata
Xiphoceriana cristata es una especie de saltamontes perteneciente a la familia Pamphagidae.